# Eduardo Ramos
Eduardo Ramos Escobedo (ur. 8 listopada 1949 w Mazatlán) – meksykański piłkarz występujący na pozycji środkowego obrońcy, w późniejszym czasie trener.

## Kariera klubowa
Ramos rozpoczynał swoją karierę piłkarską jako dziewiętnastolatek w klubie Deportivo Toluca, do którego seniorskiego zespołu został włączony przez szkolenowca Ignacio Trellesa. Właśnie w jego barwach w sezonie 1968/1969 zadebiutował w meksykańskiej Primera División. Niebawem wywalczył sobie miejsce w wyjściowej jedenastce drużyny i podczas krótkich, półrocznych rozgrywek México '70 zdobył z nią tytuł wicemistrzowski, który powtórzył kilka miesięcy później, podczas sezonu 1970/1971. Premierowego gola w pierwszej lidze strzelił w rozgrywkach 1971/1972, natomiast w sezonie 1974/1975 osiągnął jedyne w swojej karierze mistrzostwo Meksyku. W 1975 roku zajął z Tolucą drugie miejsce w rozgrywkach krajowego superpucharu, Campeón de Campeones. W połowie 1977 roku został zawodnikiem Chivas de Guadalajara. Tam występował przez kolejne cztery sezony, przeważnie w roli podstawowego stopera ekipy, lecz nie potrafił nawiązać do sukcesów odnoszonych z Tolucą. Profesjonalną karierę zdecydował się zakończyć w wieku 32 lat.

## Kariera reprezentacyjna
W reprezentacji Meksyku Ramos zadebiutował za kadencji selekcjonera Javiera de la Torre, 20 lutego 1971 w zremisowanym 0:0 meczu towarzyskim z ZSRR. W tym samym roku znalazł się w składzie na Mistrzostwa CONCACAF, gdzie był podstawowym zawodnikiem swojego zespołu i wystąpił we wszystkich pięciu meczach od pierwszej do ostatniej minuty, natomiast jego kadra triumfowała ostatecznie w tych rozgrywkach. Występował w eliminacjach do Mistrzostw Świata 1974, na które Meksykanie nie zdołali jednak awansować, a w 1975 roku wygrał z drużyną narodową towarzyski turniej Copa Ciudad de México. W 1978 roku, po uprzedniej grze w kwalifikacjach, został powołany przez trenera José Antonio Rocę na Mistrzostwa Świata w Argentynie. Tam wystąpił w dwóch spotkaniach w pierwszym składzie; z Tunezją (1:3) oraz RFN (0:6), a jego kadra z kompletem porażek odpadła ostatecznie z mundialu już w fazie grupowej. Swój bilans reprezentacyjny Ramos zamknął na 38 rozegranych spotkaniach bez zdobytej bramki.

## Kariera trenerska
Po zakończeniu kariery piłkarskiej Ramos został trenerem. W roli asystenta współpracował ze szkoleniowcem Fernando Quirarte; najpierw w drużynie Club Santos Laguna z siedzibą w mieście Torreón, a następnie w Jaguares de Chiapas z Tuxtla Gutiérrez. W 2010 roku podpisał umowę z czwartoligowyn zespołem Club Universidad Autónoma del Estado de México i prowadził go przez kolejne dwa lata.